# Grit Jurack

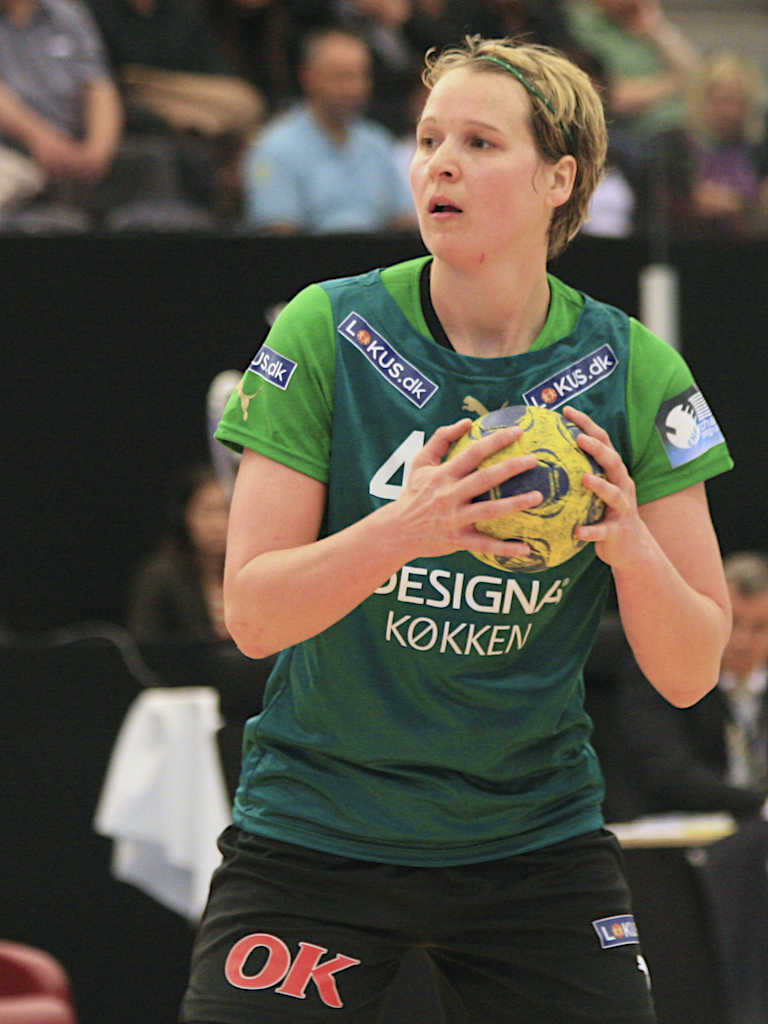
Grit Jurack, 2008

Grit Jurack (Leipzig, 22 oktober 1977) is een Duitse handbalspeelster die in de Deense clubcompetitie uitkomt voor Viborg HK en sinds 1996 deel uitmaakt van het Duitse nationale team. Jurack is linkshandig en speelt op de rechtsbackpositie.
Jurack begon haar handbalcarrière bij de Duitse club BSV Schönau Leipzig, waar ze vier jaar speelde (1989-1993) voor te transferen naar HC Leipzig. Na acht jaar (1993-2001), waarin ze drie keer tot Speelster van het Jaar werd uitgeroepen (1999, 2000, 2001) verruilde ze HC Leipzig voor het Deense Ikast-Brande (2001-2003) en keerde daarna nog voor één seizoen terug naar Leipzig. Sinds 2004 maakt ze deel uit van de selectie van Viborg HK.
Met HC Leipzig won Jurack tweemaal de DHB-Pokal (1996, 2000) en werd tweemaal kampioen in de hoogste divisie van de clubcompetitie (1998, 1999).
Met Ikast-Brande sleepte ze de EHF Cup (2002) in de wacht en de Deense cup. Met Viborg HK won ze tot op heden driemaal de GuldBageren Ligaen (2004, 2006, 2008), tweemaal de nationale beker (2006, 2008) en eenmaal de EHF Champions League (2006).
Sinds haar debuut in het Duitse nationale team speelde ze 285 partijen waarin ze 1517 doelpunten maakte. Daarmee is ze de meest scorende speelster uit de Duitse handbalgeschiedenis. Haar inzet voor het Duitse team leverde haar tweemaal een bronzen medaille op een wereldkampioenschap op: in 1997 en in 2007. Zowel op het WK van 1999 als op het WK van 2007 was ze topscorer van het toernooi. Na afloop van het WK2007 en EK2008 werd ze gekozen in het All-Star Team.